# Jammerbucht
Die Jammerbucht (dänisch Jammerbugt) ist ein offenes Gewässer im Skagerrak. Die Bucht ist ein Teil der dänischen Nordsee an der Nordwestküste Jütlands und erstreckt sich rund 100 Kilometer weit von Hirtshals über Løkken bis zum Bulbjerg. Der Name der Bucht leitet sich von „Jammer“ aufgrund der vielen Strandungen ab. Westlich schließt sich die Bucht Vigsø Bugt bis Hanstholm an, im Nordosten erstreckt sich die Tannis Bugt bis Skagen.
Die Bucht bietet ertragreiche Fischgründe. Die Häfen von Hirtshals und Hanstholm wurden erst im 20. Jahrhundert angelegt, um zahlreiche kleine Landungsplätze auf dem offenen Sandstrand zu ersetzen. In Løkken, Lønstrup und Torup Strand kann man heute noch Fischkutter auf dem Strand liegen sehen, die mit Seilwinden oder Raupenschleppern ins Meer oder an Land gezogen werden. Als erster dänischer Hafen an der offenen Nordsee wurde von 1919 bis 1930 der Hirtshals Havn gebaut, heute einer der größten Fischereihäfen Dänemarks. Der Hafen von Hanstholm konnte nach sieben Jahren Bauzeit 1967 eingeweiht werden. Den inzwischen wichtigsten Wirtschaftszweig in der Küstenregion bildet jedoch der Tourismus – begünstigt durch breite Sandstrände, die meistens mit dem Auto befahren werden dürfen. Die Küstenlinie ist vor allem bei Lønstrup trotz Küstenschutzmaßnahmen durch Erosion gefährdet, während zwischen Blokhus und dem Bulbjerg die Dünengürtel sogar anwachsen – aufgrund der ruhigeren Strömung im Inneren der flachen Bucht.
2007 schlossen sich vier Kommunen auf Vendsyssel-Thy zur neuen Kommune Jammerbucht (Jammerbugt Kommune) zusammen.

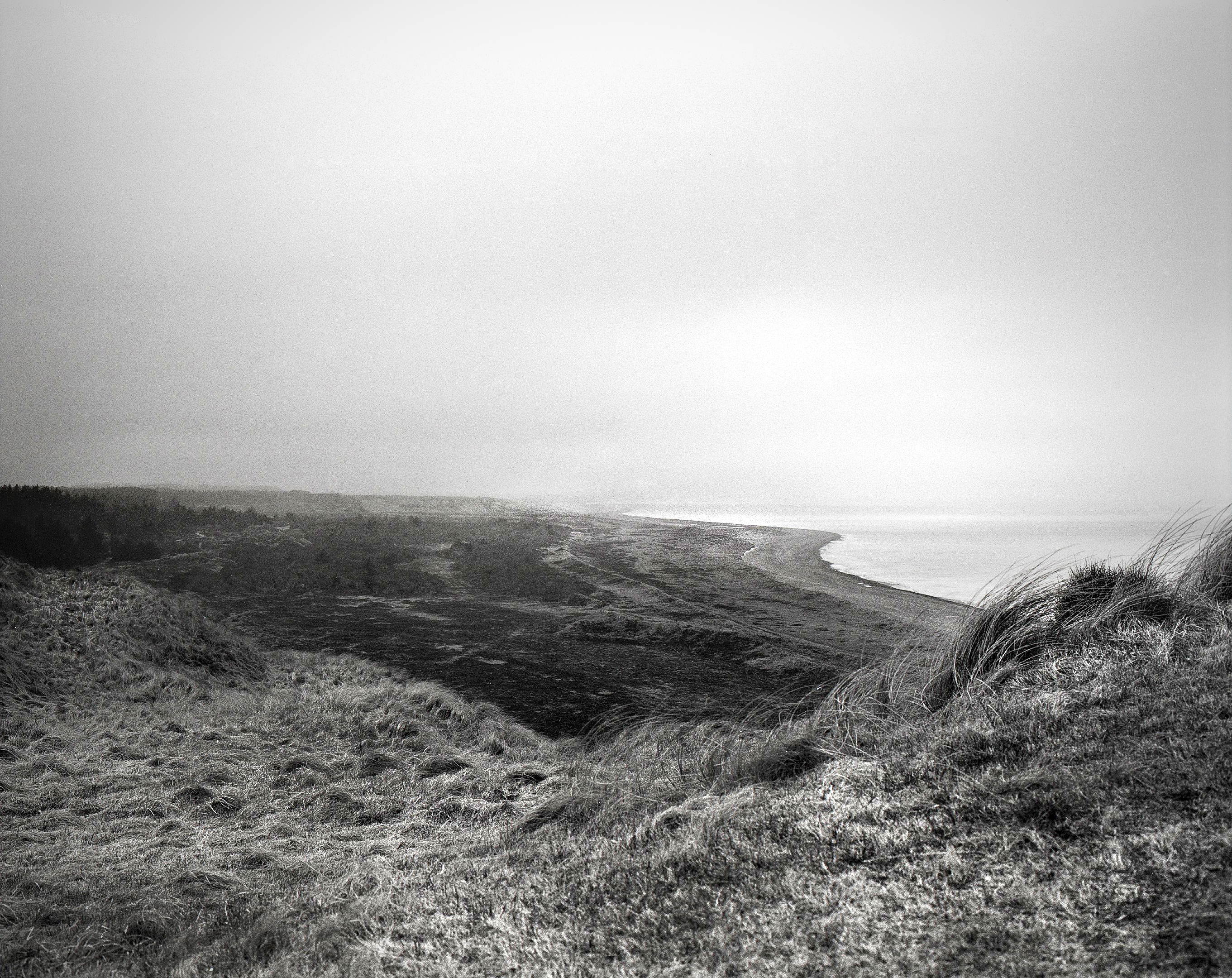
Jammerbucht mit Bulberg im Hintergrund
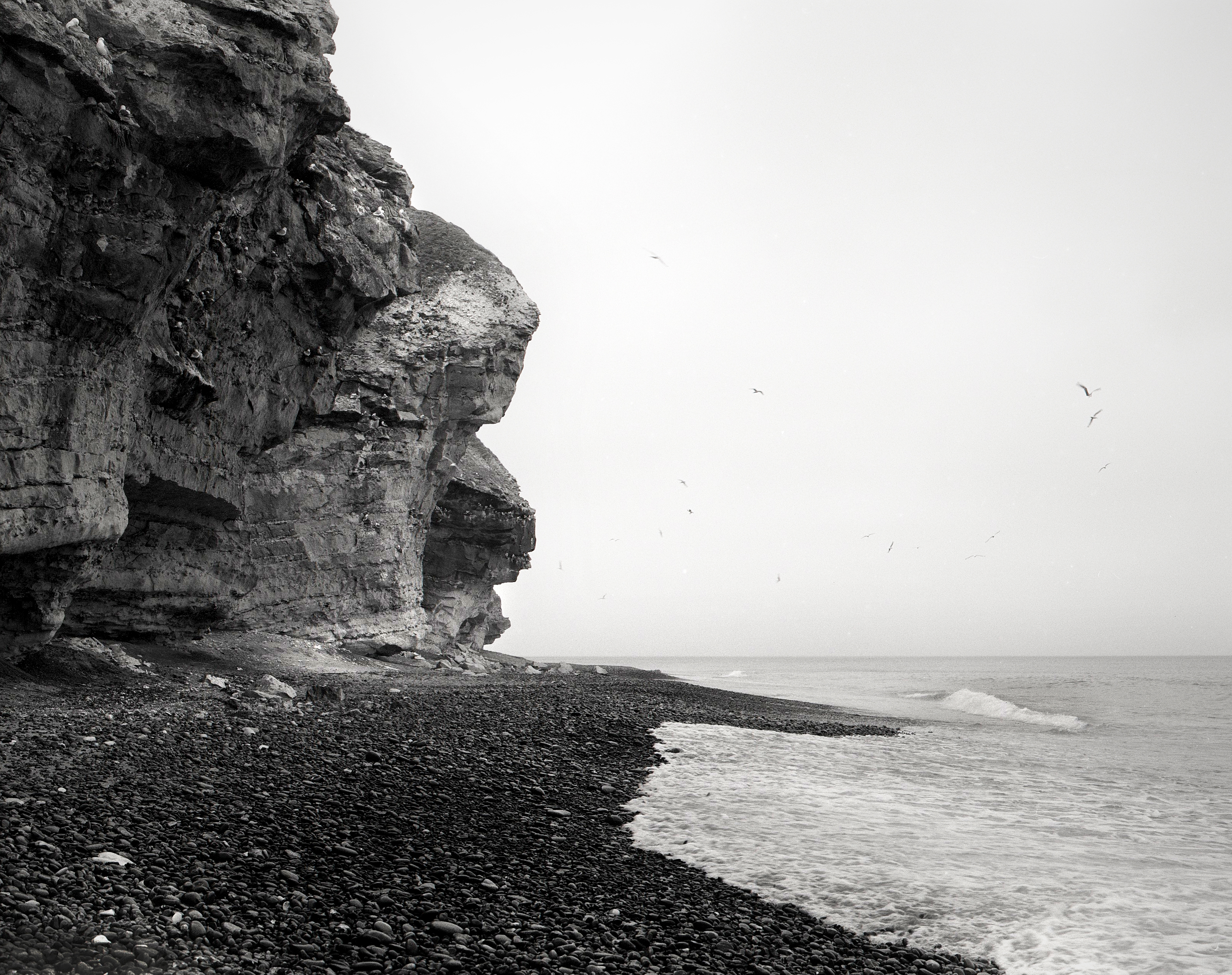
Bulberg bei Niedrigwasser
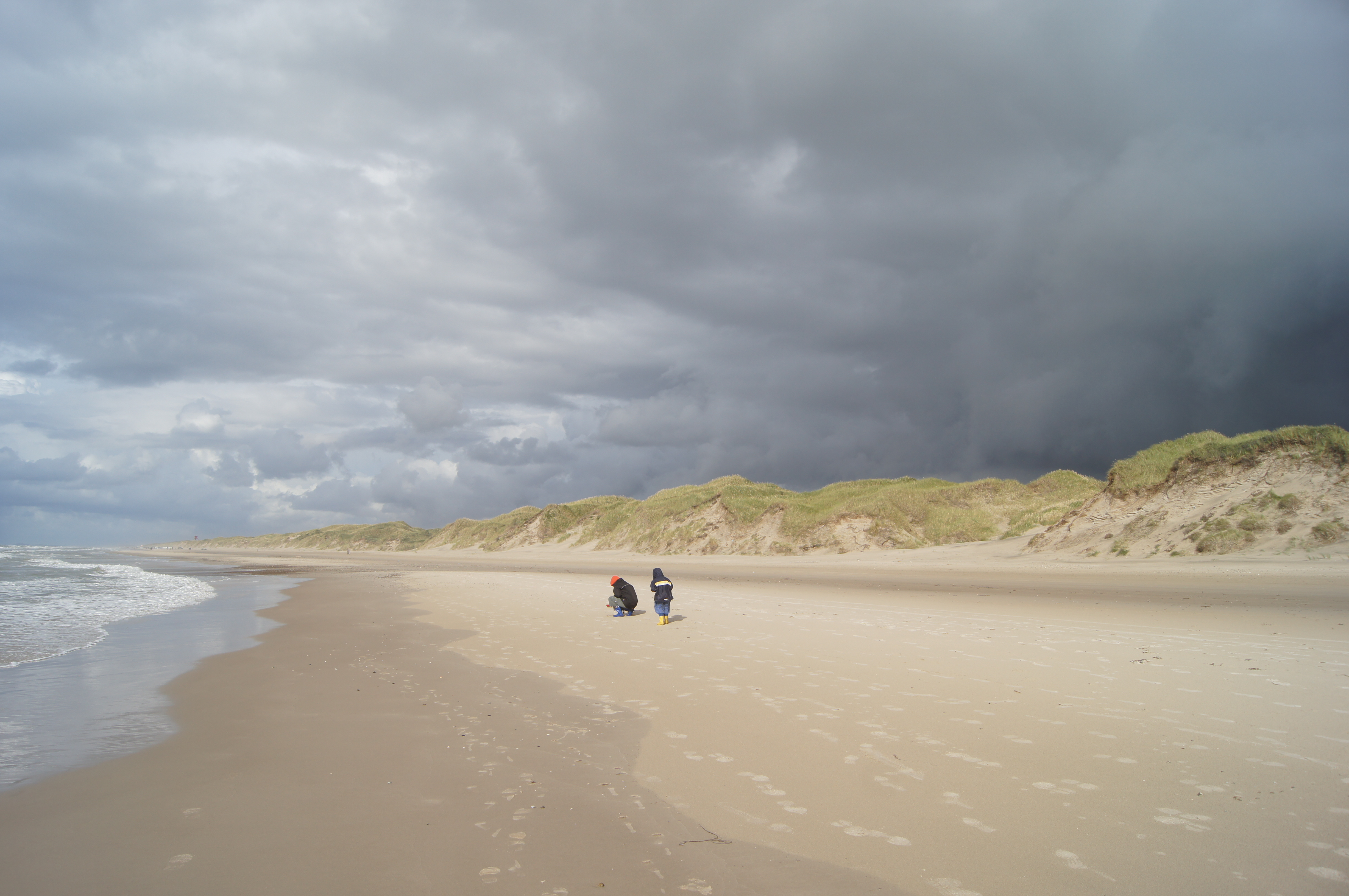
Jammerbucht bei Blokhus
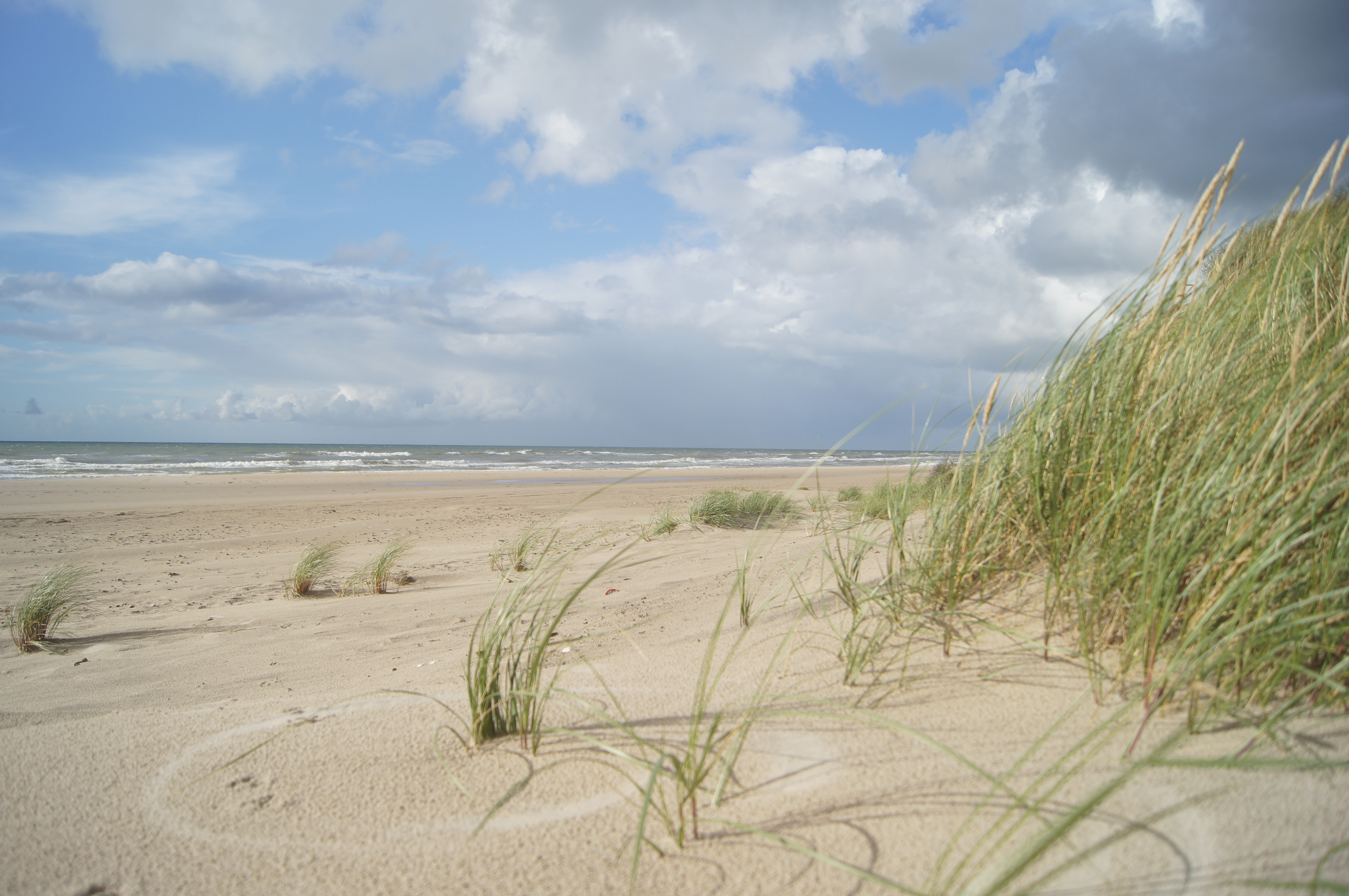
Jammerbucht bei Blokhus
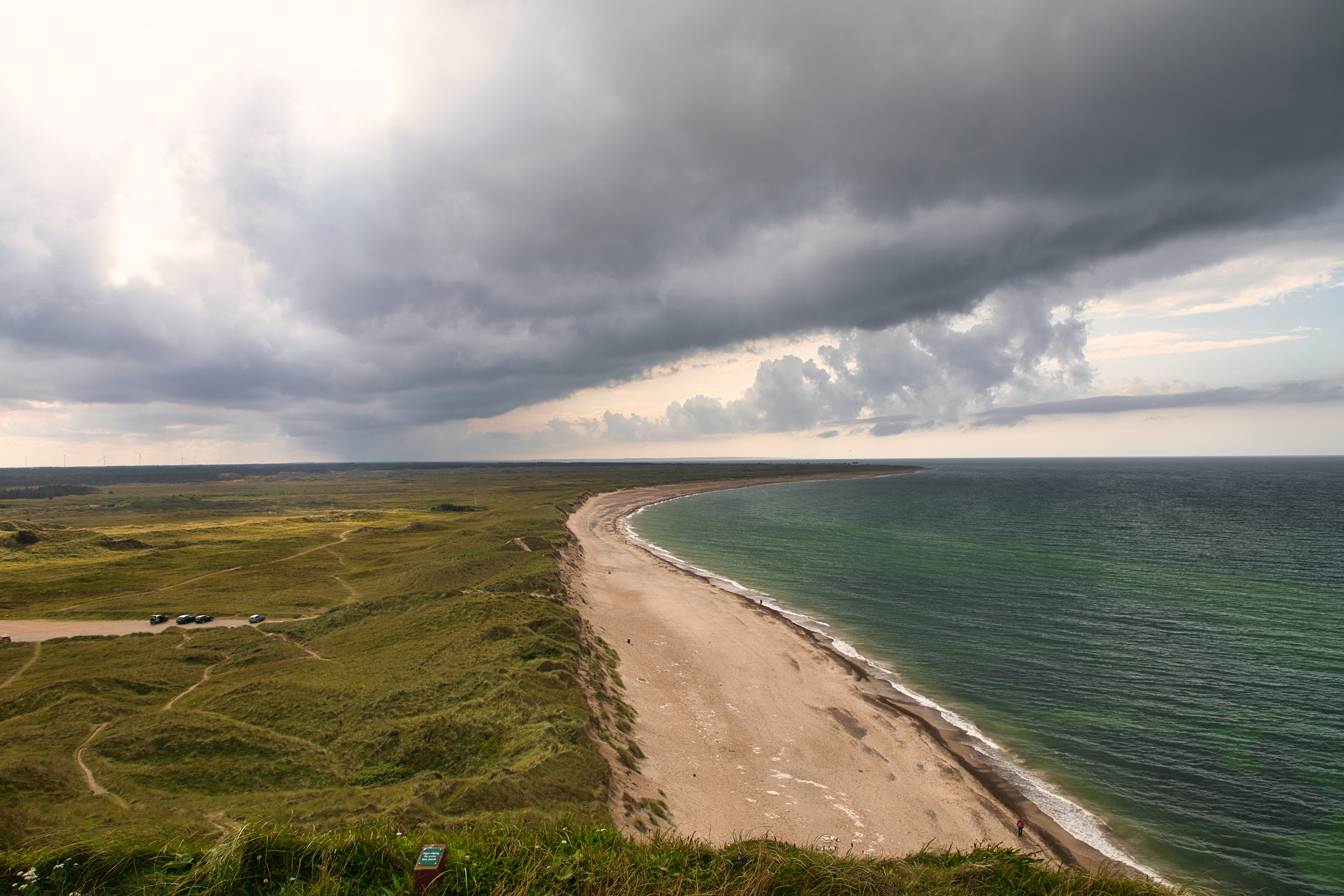
Blick über die Jammerbucht vom Bulbjerg in Richtung Westen